# تون تین
تون تین (برمه‌ای: ထွန်းတင်)؛ زادهٔ ۲ اکتبر ۱۹۲۰ – درگذشتهٔ ۱ مه ۲۰۲۰) یک سیاست‌مدار اهل برمه بود. وی از ۲۶ ژوئیه ۱۹۸۸ تا ۱۸ سپتامبر ۱۹۸۸ نخست‌وزیر این کشور بود. تون تین در ۱ مه ۲۰۲۰، پنج ماه پیش از تولد ۱۰۰ سالگی‌اش درگذشت.